# Lasam
Lasam è una municipalità di quarta classe delle Filippine, situata nella Provincia di Cagayan, nella Regione della Valle di Cagayan.
Lasam è formata da 30 baranggay:
- Aggunetan
- Alannay
- Battalan
- Cabatacan East
- Cabatacan West
- Calapangan Norte
- Calapangan Sur
- Callao Norte
- Callao Sur
- Cataliganan
- Centro I (Pob.)
- Centro II (Pob.)
- Centro III (Pob.)
- Finugo Norte
- Gabun

- Ignacio B. Jurado
- Magsaysay
- Malinta
- Minanga Norte
- Minanga Sur
- Nabannagan East
- Nabannagan West
- New Orlins
- Nicolas Agatep
- Peru
- San Pedro
- Sicalao
- Tagao
- Tucalan Passing
- Viga